# سید محمدباقر صدر
سید محمدباقر صدر (۱۰ اسفند ۱۳۱۳ – ۱۹ فروردین ۱۳۵۹) فقیه اصولی، مرجع تقلید، فیلسوف، نظریه‌پرداز و رهبر دینی شیعیان عراق در دو دهه آخر قرن چهاردهم قمری بود. از او گاه به لقب شهید خامس و سید ذبیح القفا نیز یاد می‌شود. او نویسنده دو اثر مهم، یکی کتاب اقتصادنا که پایه بانک‌داری اسلامی شد، و دیگری کتاب فلسفتنا  در علم فلسفه است.
صدر مثل قانون اساسی مشروطه ایران اصالت را به رای مردم می‌داد و نقش فقها را فقط نظارت بر قوانین برای عدم مغایرت با دین می‌دانست. از این جهت نظریه حکومتی او با نظریه ولایت فقیه تفاوت اساسی دارد.

## آغاز زندگی
سید محمدباقر صدر از خاندان صدر در ۱۰ اسفند ۱۳۱۳ (برابر ۲۵ ذوالقعدة ۱۳۵۳) در شهر کاظمین به دنیا آمد. پدرش سید حیدر صدر، فرزند سید اسماعیل صدر، فرزند سید صدرالدین موسوی عاملی بود. مادرش دختر شیخ عبدالحسین آل‌یاسین بود.
پدربزرگش سید اسماعیل صدر از مراجع تقلید شیعه در نیمه اول قرن چهارده قمری بود. تبار او از فرزندان موسی بن جعفر الکاظم و از عالمان دینی بوده‌اند که در ایران، لبنان و عراق زندگی می‌کردند. صدر در ۳ سالگی پدرش را از دست داد و زیر نظر مادر و برادرش سید اسماعیل صدر قرار گرفت.

## اقامت در نجف
در سال ۱۳۶۵ (قمری) که دوازده ساله بود به همراه برادرش سید اسماعیل به نجف رفت تا نزد استادان حوزه علمیه آن شهر به تحصیلات عالی بپردازد. او بخشی از سطوح را نزد برادرش آموخت. دوره عالی فقه و اصول را نزد سید ابوالقاسم خویی، سیدمحمدروحانی و شیخ محمدرضا آل یاسین گذراند. فلسفه اسلامی (اسفار ملاصدرا) را از صدرا بادکوبه‌ای آموخت و در کنار آن فلسفه غرب و نظرات فلاسفه غیرمسلمان را هم آموخت. گفته شده وی در دروس محمد تقی جعفری در این زمینه شرکت کرده‌است.
او در فلسفه، اقتصاد، منطق، اخلاق، تفسیر و تاریخ نیز مطالعه و تحقیقاتی داشت.
وی را می‌توان بنیانگذار منطق استقرائی در حوزه دانست.

## نظریات

### در مورد حکومت اسلامی
ایدئولوژی سیاسی الدعوه متأثر از محمد باقر صدر است که در سال ۱۹۷۵ در کتاب نظام سیاسی اسلامی، چهار اصل را برای حکومت اسلامی مطرح کرد که به فقها نقش نظارتی می‌دهد و به قانون اساسی مشروطه ایران شبیه است و از آنجائیکه به ولی فقیه نقش محوری نمی‌دهد با قانون اساسی جمهوری اسلامی تفاوت دارد. با نزدیکی این حزب به ایران این تفاوت باعث دودستگی درون حزب و جدایی دو گرو شد.

#### اصول چهارگانه
1. حاکمیت مطلق از آن خداست.
2. هرچند پایه و اساس قانون اصول دین است مقام مقننه می‌تواند هر قانونی را که مخالف با دین نباشد وضع کند.
3. مردم بعنوان جانشین خداوند بر روی زمین صلاحیت وضع و اجرای قانون دارند.
4. فقیهی که مرجعیت دینی دارد نماینده اسلام است و با تأیید قانون و تنفیذ به آنها مشروعیت می‌بخشد.[۸]

### نظرات دیگر
- نظریه حق الطاعه[۲۱]
- ضرورت وجود حکومت اسلامی[۲۲]
- اقتصاد اسلامی مکتب است، نه علم[۲۳]
- وجود منطقة الفراغ در مکتب اقتصاد اسلامی[۲۴]
- توالد ذاتی معرفت و حل مشکل استقراء[۲۵]

## فعالیت‌های اجتماعی
- تأسیس حزب الدعوه در سال ۱۳۷۷ هجری قمری[۲۶]
- همکاری با جماعة العلماء در نجف
- انتشار مجله الاضواء در سال ۱۹۶۱ میلادی[۲۷]
- حمایت از انقلاب مردم ایران به رهبری خمینی[۲۸]
- تحریم پیوستن به حزب بعث با صدور فتوا[۲۹]

## مبارزات
پس از درگذشت سید محسن حکیم به دنبال یک نبرد طولانی با حزب بعث عراق به تدریج صدر به عنوان یک رهبر شناخته شده مورد توجه مردم قرار گرفت.
او به علت مبارزاتش با حکومت بعثی عراق بارها توسط حکومت عراق دستگیر و زندانی شد. در آخرین مرحله وی را در خانه خود زندانی کردند و از رفت‌وآمد مردم به خانه او به‌طور جدی جلوگیری نمودند.

## کشته شدن
سرانجام در تاریخ ۱۶ فروردین ۱۳۵۹ (۱۹ جمادی‌الاول ۱۴۰۰) سید محمدباقر صدر را دستگیر کردند و به بغداد بردند.
در زمان دستگیری از او خواستند این موارد را بپذیرد:
- از فتوای خود بر تحریم عضویت در حزب بعث برگردد و حکم به جواز آن دهد.
- از حزب الدعوه برائت جسته و فتوا به حرمت آن دهد.
- انقلاب ایران را تأیید نکند.

سید محمدباقر صدر این‌ها را نپذیرفت و در نهایت حکومت از او خواست که یکی از دو شرط اول یا دوم را بپذیرد تا از حصر بیرون آمده و زندگی عادی داشته باشد ولی این شرط نیز پذیرفته نشد. سرانجام در تاریخ ۱۹ فروردین ۱۳۵۹ (۲۲ جمادی‌الاول ۱۴۰۰) وی و خواهرش بنت‌الهدی صدر به دستور صدام حسین کشته شدند. که پس از این اتفاق سید روح‌الله خمینی در پیامی ۳ روز عزای عمومی را برای شیعیان اعلام کرد.
عاملان ترور ایشان در ۱۲ بهمن ۱۴۰۳ با اعلام نخست‌وزیر عراق دستگیر شدند.

## تدریس

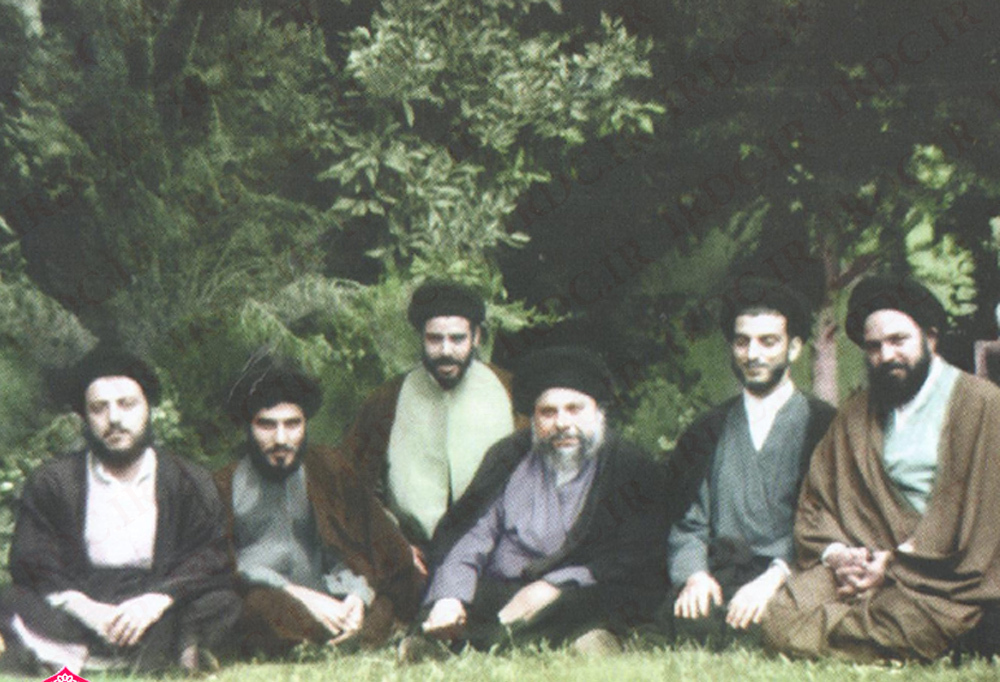
سید محمدباقر صدر به همراه سید محمدباقر حکیم و سید محمود هاشمی شاهرودی

سید محمدباقر صدر از بیست سالگی با تدریس کتاب کفایة الاصول، تدریس را آغاز کرد. از ۲۵ سالگی درس خارج اصول و از ۲۸ سالگی درس خارج فقه تدریس کرد.

## تالیفات
آثار چاپ شده:
- اهل بیت: تنوع ادوار و وحدت هدف (اهل بیت: تنوع نقش‌ها در عین یگانگی هدف)[۳۶]
- فدک فی التاریخ
- غایة الفکر فی علم الاصول
- فلسفتنا (به فارسی ترجمه شده‌است)
- اقتصادنا (به فارسی ترجمه شده‌است)
- ماذا تعرف عن الاقتصاد الاسلامی
- الانسان المعاصر و المشکله الاجتماعیة (به فارسی ترجمه شده‌است)
- البنک اللاربوی فی الاسلام
- دور الائمة فی الحیاة الاسلامیة
- الاسس المنطقیه للاستقراء (به فارسی و انگلیسی ترجمه شده‌است)
- بحوث فی شرح العروة الوثقی (در چهار بخش)
- الفتاوی الواضحة (رساله عملیه)
- منهاج الصالحین و التعلیقة علیه
- دروس فی علم الاصول معروف به حلقات.
- مباحث الدلیل اللفظی
- تعارض الادلة الشرعیة
- بحث حول الولایة (به فارسی و انگلیسی ترجمه شده‌است)
- بحث حول المهدی (با عنوان حماسه‌ای از نور به فارسی ترجمه شده‌است)
- المرسل و الرسول و الرسالة
- احکام الحج
- نظرة عامة فی العبادات (به فارسی ترجمه شده‌است)
- نظام العبادت فی الاسلام
- لمحة فقیه عن دستور الاسلامیة (به فارسی ترجمه شده‌است)
- الصورة الکاملة الاقتصاد فی المجتمع الاسلامی
- الخطوط التفصیلیة عن الاقتصاد المجتمع الاسلامی
- خلافة الانسان و شهادة الانبیاء
- منابع القدرة فی الدولة الاسلامیة
- البنک فی المجتمع الاسلام

آثار چاپ نشده:
- تعلیقه‌ای بر «صلاة الجمعة» از کتاب شرائع الاسلام
- تعلیقه‌ای بر رساله عملیه محمدرضا آل یاسین موسوم به بلغة الراغبین
- تعلیقه‌ای بر «مناسک الحج» استادش سید ابوالقاسم خویی
- دراسات فی الفلسفة الاسلامیة المقارنة
- العقیدة الالهیة فی الاسلام

تقریرات:
- بحوث فی علم الاصول (تقریرات اصول وی شامل مباحث دلیل لفظی، حجت و اصول عملیه است که سید محمود هاشمی شاهرودی آن را نگاشته‌است).
- بحوث فی علم الاصول (تقریرات شیخ حسن عبدالساتر)
- مباحث الاصول (تقریرات سید کاظم حسینی حائری)
- الاسلام یقود الحیاه (اسلام راهنمای زندگی)